# 石原正太郎
石原 正太郎（いしはら しょうたろう、1878年2月9日 - 1943年12月19日）は、日本の政治家。衆議院議員（2期）。

## 経歴
富山県出身。1903年、東京高等商業学校（現・一橋大学）卒。北陸送電、北陸汽船、日本電力、黒部鉄道各(株)重役を務める。
1917年の第13回衆議院議員総選挙において富山県郡部から立候補したが2票差で落選した。選挙後、異議申し立てが認められ、更正により議員となった。1920年の第14回衆議院議員総選挙には立候補せず、1924年の第15回衆議院議員総選挙では政友本党から立候補して再選した。その後は立憲政友会に入り、1928年の第16回衆議院議員総選挙において富山2区から立候補したが次点で落選した。1943年に死去した。